# Schreibtischtäter
Der Begriff Schreibtischtäter beschreibt eine Person, welche eine (Straf-)Tat nicht selbst und eigenverantwortlich begeht, sondern zur Tat in einem mittelbaren Bezug steht und damit zunächst im Hintergrund bleibt.

## Entstehung des Begriffes
Die Bezeichnung Schreibtischtäter kam in der Berichterstattung über den Eichmann-Prozess 1961 und den ersten Auschwitz-Prozess von 1963 bis 1965 auf. Hannah Arendt schrieb in ihrem 1963 erschienenen Buch Eichmann in Jerusalem über die „bureaucracy of murder“ und „modern, state-employed mass murderers“, in der deutschen Ausgabe von 1964 als „Verwaltungsmassenmord“ und „neue administrative Massenmörder“ übersetzt. Insofern geht der Begriff – der Sache nach – auf sie zurück.
Hannah Arendt gilt auch als Urheberin des Wortes. Sie verwendete die Formulierung „desk murderer“ jedoch noch nicht in Eichmann in Jerusalem, sondern – soweit es ihre Publikationen betrifft – erstmals 1966. Im Vorwort der damals erschienenen englischen Übersetzung des Buches Auschwitz. Bericht über die Strafsache gegen Mulka u. a. vor dem Schwurgericht Frankfurt von Bernd Naumann nennt sie Adolf Eichmann einen „desk murderer“. Schon zuvor, Anfang 1964, fand sich das Wort „Schreibtischtäter“ in der Frankfurter Allgemeinen Zeitung.

## Bedeutung und Verwendung
Der Begriff umfasst, dass der Hintermann dabei, wenn auch indirekt, ob vorsätzlich oder zumindest billigend, auch „tätig“ und damit verantwortlich wird. Gemeint sind damit vornehmlich Beamte oder Politiker, welche gleichsam vom „grünen Tisch“ bzw. Schreibtisch aus Anordnungen erlassen oder veranlassen, welche bei ihrer Umsetzung durch andere (Erfüllungsgehilfen, „willige Helfer“) normalerweise als Straftat zu gelten haben bzw. hätten.
In der Regel ist der Schreibtischtäter damit jemand, der (staatliche) Machtstrukturen ausnutzt, um eine Straftat durch eine andere Person begehen zu lassen. Es handelt sich dabei zunächst um ein Konzept der Politischen Theorie und dann um einen juristischen Begriff. Gemeint können allerdings auch Personen sein, die z. B. durch Veröffentlichungen zu einer späteren Tat eine Art „geistige“ Mittäter- oder Urheberschaft haben.
Der Ausdruck wird vor allem im Zusammenhang mit den am Schreibtisch geplanten Massenmorden in den Vernichtungslagern des Nationalsozialismus verwendet. Als Beispiele für Schreibtischtäter werden häufig Adolf Eichmann und Heinrich Müller, in Frankreich Maurice Papon genannt. Auch die Verantwortlichen für die Schießbefehle in der DDR gehören zu dieser Tätergruppe.
Der promovierte Jurist und Staatssekretär im Reichsministerium des Innern Wilhelm Stuckart, der auch mit Hans Globke den Kommentar zu den Nürnberger Gesetzen verfasst hatte, wurde in einem der Nachfolgeprozesse zum Nürnberger Prozess, dem Wilhelmstraßen-Prozess, verurteilt:

„Wenn die Kommandanten der Todeslager … bestraft werden – und darüber haben wir keinen Zweifel – dann sind die Männer ebenso strafbar, die in der friedlichen Stille ihrer Büros in den Ministerien an diesem Feldzug durch Entwurf der für seine Durchführung notwendigen Verordnungen, Erlasse und Anweisungen teilgenommen haben.“

Im Laufe der Jahrzehnte wurde das Wort immer häufiger verwendet und schließlich in die Liste der 100 Wörter des Jahrhunderts aufgenommen. „Heute gilt pauschal jeder als Schreibtischtäter, der in der NS-Zeit als Jurist, Mediziner, Bürokrat oder Propagandist an einem Schreibtisch sass.“ Dem vielfältigen Gebrauch des Begriffes  widmete sich 2014 eine vom Kulturwissenschaftlichen Institut Essen durchgeführte Tagung über „Schreibtischtäter – Begriff, Geschichte, Typologie“.

## Juristische Bewertung
Eine originäre Täterschaft ist in Fällen, in denen der unmittelbar Handelnde vorsätzlich und schuldhaft handelt, an sich nicht möglich. Einzig eine Zurechnung der Handlung über die Mittäterschaft wäre möglich, was in Fällen des Schreibtischtäters jedoch gewisse Probleme bereiten kann. Denkbar wäre noch eine mittelbare Täterschaft (§ 25 Abs. 1 Alt. 2 StGB). Hierfür notwendig wäre jedoch ein „Defekt“ des Tatmittlers, welcher sich in Fällen des vorsätzlich und schuldhaft handelnden Täters an sich nicht begründen lässt. Hierfür wurde die Figur des Täters hinter dem Täter entwickelt. Entscheidend hierfür ist, dass der Hintermann das Geschehen kraft seiner Organisationsherrschaft frei nach seinem Willen lenken kann und der unmittelbar handelnde Täter quasi beliebig austauschbar ist. Somit liegt seitens des Hintermannes nicht bloß Anstiftung, sondern eigene Täterschaft vor.